# Затон (Астраханская область)
Затон  — село в Камызякском районе Астраханской области России. Входит в состав Караулинского сельсовета. Население 844 человек (2013), 99 % из них — казахи (2002).

## География
Затон расположено в пределах Прикаспийской низменности в южной части Астраханской области, в дельте реки Волги и находится на острове, образованном реками Кизань, Затон и Николаевская, по правому берегу Затона и по обоим берегам реки Николаевской. Северная часть села сливается с южной окраиной пос. Николаевский. К северу от Николаевского расположен эксклав территории села Затон — бывший посёлок Аккусинский.
Абсолютная высота 25 метров ниже уровня моря.
Уличная сеть
состоит из восьми географических объектов: ул. Абая, ул. Береговая, ул. Дорожная, ул. Курмангазы, ул. Набережная, ул. Нариманова, ул. Тепличная, ул. Школьная
Климат
умеренный, резко континентальный, характеризуется высокими температурами летом и низкими — зимой, малым количеством осадков, а также большими годовыми и летними суточными амплитудами температуры воздуха.

## Население
| 2002 | 2006 | 2010 | 2012 | 2013 |
| ---- | ---- | ---- | ---- | ---- |
| 776  | ↗830 | ↘791 | ↗844 | →844 |

Национальный и гендерный состав
По данным Всероссийской переписи в 2010 году, численность населения составляла 791 человек (383 мужчины и 408 женщин, 48,4 и 51,6 %% соответственно).
Согласно результатам переписи 2002 года, в национальной структуре населения казахи составляли 99 % от общей численности населения в 777 жителей.
| Национальность | Численность (2010) | Процент |
| -------------- | ------------------ | ------- |
| Казахи         | 752                | 95,4%   |
| Русские        | 13                 | 1,6%    |
| Не указана     | 23                 | 2,9%    |
| Всего          | 788                | 100%    |

## Инфраструктура
Затонская средняя школа на 125 мест, детсад, фельдшерско-акушерский пункт.
Пристань.
Развито рыболовство, растениеводство (выращивание зерновых, овощей, картофеля и бахчевых).

## Транспорт
Стоит у региональной автодороги «Камызяк — Кировский» (идентификационный номер 12 ОП РЗ 12Н 084). Остановка общественного транспорта «Затон».
Водный транспорт.